# A Darling in Buckskin
A Darling in Buckskin est un film muet américain réalisé par William V. Mong et sorti en 1917.

## Fiche technique
- Réalisation : William V. Mong
- Scénario : William V. Mong, Joe Ryan, d'après son histoire
- Date de sortie : États-Unis : 4 mai 1917

## Distribution
- Gertrude Astor
- William V. Mong
- Joe Ryan
- A. Walters